# Alejandro Durán (actor)
Alejandro Durán Fernández (San Luis Potosí, 1 de mayo de 1982), conocido como Aléx Durán, es un actor de televisión mexicano. Es especialmente conocido por su personaje de Ishiro Tanaka de la serie El Dragón: El regreso de un guerrero (2019-2020), y por Jaimito, el hijo de Jaime Duende en el programa Incógnito de Facundo. 

## Biografía y carrera
Nacido en San Luis Potosí, hijo de un ingeniero civil, y que posee raíces japonesas por parte de su abuelo. Aún trasladándose a la Ciudad de México, no se planteó en un principio ser actor hasta que a través de un amigo conoció el Centro de Educación Artística (CEA) Televisa, México 2002-2004 donde se formó. Allí también hizo teatro musical aunque el camino le llevó por el mundo de la actuación. Más tarde en el Taller de Actuación (Rosa Ma. Bianchi), 2005, Teatro del Cuerpo (Jorge Vargas/Antonio Peñúñuri) (2005).
En 2020 tras el éxito de la serie El Dragón: El regreso de un guerrero en la que interpretó el personaje de  Ishiro Tanaka inició su trayectoria como cantautor con "Ven" tras retomar sus clases de canto.

## Filmografía

### Cine
| Año  | Título               | Personaje | Notas         |
| ---- | -------------------- | --------- | ------------- |
| 2010 | Ángel caído          | Ataluz    |               |
| 2014 | Generación Spielberg | Pancho    |               |
| 2016 | Le Bouquiniste       | Juan      | Posproducción |

### Televisión
| Año       | Título                               | Personaje              | Notas                                          |
| --------- | ------------------------------------ | ---------------------- | ---------------------------------------------- |
| 2004-2006 | Rebelde                              | Logia                  |                                                |
| 2005      | Mujer, casos de la vida real         | Invitado               | Episodio: "Héroes anónimos"                    |
| 2005-2008 | Incógnito                            | Jaimito Duende         | Sección "Mi Papá es un Duende"                 |
| 2006      | Mundo de fieras                      | Amigo de Rogelio       | Rol Recurrente                                 |
| 2007-2008 | Tormenta en el paraíso               | Roy                    |                                                |
| 2008      | La rosa de Guadalupe                 | Gonzalo                | 1 episodio ("Un Camino Difícil de Andar")      |
| 2009      | Sortilegio                           | Aníbal                 | 1 episodio                                     |
| 2009      | Hermanos y detectives                |                        | 1 episodio                                     |
| 2011      | Como dice el dicho                   |                        | "Dile que es hermosa..." (temp. 1, episodio 5) |
| 2011      | El Equipo                            | 'La Lombriz'           | 1 episodio                                     |
| 2011      | El albergue                          | Agente CJ              |                                                |
| 2012      | Cachito de cielo                     |                        | 3 episodios                                    |
| 2013      | Porque el amor manda                 | Monstruo               | 2 episodios                                    |
| 2013      | De que te quiero, te quiero          | Facundo                | 5 episodios                                    |
| 2014      | Dos lunas                            | César Maldonado        | Temp. 1, Episodio 4                            |
| 2014      | El Señor de los Cielos               | Trino Rivera           | Temp. 2 (Rol recurrente; 20 episodios)         |
| 2015      | Señorita Pólvora                     | Morgan                 |                                                |
| 2016-2017 | Vuelve temprano                      | Hans Dietrich Troncoso |                                                |
| 2018      | La bella y las bestias               | Norman                 | 15 episodios                                   |
| 2019-2020 | El Dragón: El regreso de un guerrero | Ishiro Tanaka          |                                                |
| 2022      | Rutas de la vida                     | Joel                   | 1 episodio                                     |
| 2022      | Esta historia me suena               | Gerardo                | 1 episodio                                     |